# يكاترينا صترزهنفة
يكاترينا صترزهنفة (بالروسية: Екатерина Владимировна Стриженова)‏ هي مذيعة وممثلة روسية (وحملت سابقاً جنسية الاتحاد السوفيتي)، ولدت في 20 مارس 1968 بموسكو في روسيا. بدأت مشوارها المهني سنة 1984.

## وصلات خارجية
- يكاترينا صترزهنفة على موقع IMDb (الإنجليزية)
- يكاترينا صترزهنفة على موقع قاعدة بيانات الفيلم (الإنجليزية)
- يكاترينا صترزهنفة على موقع كينوبويسك (الروسية)